# Kängurudjur
Se även känguru (olika betydelser).
Kängurudjur (Macropodidae) är en familj i ordningen fåframtandade pungdjur (Diprotodontia) som tillhör underklassen pungdjur. De räknas idag till de mest kända pungdjuren och är typiska för den australiska faunan men några arter förekommer även på Nya Guinea. För att skilja dem från familjen råttkänguruer kallas de även egentliga kängurudjur. Kängurudjur har oftast förlängda bakre extremiteter, är växtätare och är vanligen aktiva på natten eller skymningen. Till familjen räknas omkring 65 nu levande arter samt fyra utdöda arter. De större kängurudjuren brukar kallas känguruer, och de mindre kallas vallabyer, men dessa begrepp används inte vetenskapligt.

## Utbredning
Kängurudjur förekommer i Australien och på Nya Guinea samt på kringliggande öar som Tasmanien. De lever i olika habitat och hittas i såväl regnskogar som busk- eller gräsmark och även i torra regioner som stäpper och öknar. Vissa medlemmar som klippkänguruer samt arterna i släktena större och små skogsvallabyer finns även i klippiga bergstrakter upp till 3 100 meter över havet.

## Utseende

### Allmän kroppsbyggnad
Typiskt för alla arter är de stora bakre extremiteterna som är tydligt större än de främre. Bara i släktet trädkänguruer är benen lika långa. Dessa rör sig inte hoppande framåt utan har anpassat sig för livet i träden. Svansen är hos nästan alla kängurudjur lång, stark och huvudsakligen hårbeklädd. Ofta tjänstgör den som stöd eller för att hålla balansen. Vissa arter använder svansen som gripverktyg i träd. Hos släktet Onychogalea slutar den i en tagg av ett benliknande ämne. Arterna liknar varandra i kroppsbyggnaden men skiljer sig mycket i storlek och vikt. Medan den största arten, röd jättekänguru, når en höjd upp till 1,8 meter och en vikt upp till 90 kilogram har den minsta arten, västlig harvallaby (Lagorchestes hirsutus), bara en vikt mellan 0,8 och 1,8 kilogram samt en kroppslängd (utan svans) mellan 31 och 39 centimeter. Pälsens färg är ofta enhetligt grå- eller brunaktig. Det förekommer även arter med mönster, bland annat hos klippkänguruer.
De främre tassarna är små och har fem tår. De används som stöd eller för att hämta föda. Arternas bakre fötter är vanligen smala och långsträckta. Känguruer är hälgångare. De bakre fötterna saknar den första tån och den andra är sammanvuxen med den tredje. Det finns dock två naglar som används för pälsvårdnaden. Den fjärde tån är kraftigast och den femte mellanstor.
Under pleistocen levde i Australien med Procoptodon ett släkte av ännu större kängurudjur. Vissa släktmedlemmar var uppskattningsvis 2 till 3 meter höga och de hade en vikt upp till 230 kilogram. Dessutom var arter i släktet Protemnodon med en vikt upp till 150 kilogram tyngre än de nu levande familjemedlemmarna.

### Huvud och tänder
Huvudet är jämförelsevis litet med stora öron. De två undre framtänderna är liksom hos andra arter i samma ordning förlängda. Hörntänder saknas eller förekommer bara rudimentärt. Medan premolarerna är smala och vassa är molarerna breda. Tandformeln är I3/1 C0-1/0 P2/2 M4/4, alltså sammanlagt 32 till 34 tänder.

### Inre anatomi och fortplantningsorgan
Liksom idisslare har kängurudjur en välutvecklad magsäck med flera segment. Den är delad i tre avsnitt. I det första segmentet sker födans fermentation med hjälp av mikroorganismer. Denna del är motsvarigheten till idisslarnas våm. De andra två delarna är formade som en slang. Tarmen är som hos flera andra växtätare lång och även blindtarmen är väl utvecklad. Hjärt-kärlsystemet uppvisar inga större skillnader gentemot andra pungdjur. Även arternas fortplantningsorgan motsvarar i stort sett andra pungdjurs organ. Hannarnas penis är gömd i ett hudveck när den vilar och är där s-formig. Testiklarna ligger framför penisen. Honor har två livmödrar och två vaginor. Honor har i motsats till flera andra pungdjur en permanent pung (marsupium). Pungen har öppningen framåt och innehåller fyra spenar.

## Levnadssätt

### Aktiviteter och socialt beteende
Även vad gäller aktivitetstider och socialt beteende uppvisar kängurudjuren stora skillnader. De flesta arterna är aktiva under skymningen, gryningen och natten. Vissa arter kan även vara aktiva på dagen, till exempel när de solbadar på eftermiddagen. Annars vilar de på dagen i skuggan av träd eller dolda i grottor, bergssprickor eller andra gömställen. Fasta sociala strukturer förekommer inte. Ibland vistas flera individer tillsammans men grupperna består bara korta tider.

### Rörelser

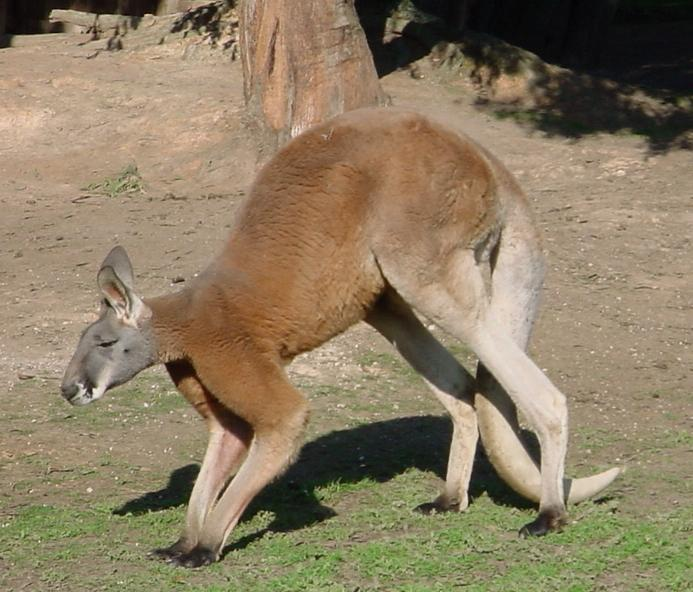
Vid långsamma rörelser använder känguruer fyra fötter samt svansen

Hos kängurudjur finns två sätt att röra sig framåt. Vill de uppnå hög hastighet hoppar de endast med de bakre fötterna. Med svansen som hålls i luften håller de balansen. På så sätt når de en hastighet upp till 50 kilometer i timmen. Jättekänguruer kan hoppa 9 meter i ett enda hopp, hos grå jättekänguru har hopp över 13,5 meter uppmätts. Dessa skutt är sällan högre än 1,5 meter.
Den andra gångarten innebär att frambenen och svansen hålls på marken medan de flyttar bakbenen framåt. Anmärkningsvärt är att kängurudjur inte har någon förmåga att röra sig bakåt.
Trädkänguruer hoppar inte men är goda klättrare. Några arter som quokkan (Setonix brachyurus) och arterna i släktet buskvallabyer rör sig på fyra fötter.
Känguruer kan även simma genom att växelvis röra på de bakre extremiteterna.

### Födan
Kängurudjur livnär sig uteslutande av växter. Det finns arter som äter huvudsakligen gräs (till exempel röd och grå jättekänguru) och arter som är främst bladätare (till exempel trädkänguruer). Dessa familjemedlemmar skiljer sig därför mycket vad gäller kindtändernas konstruktion. I viss mån äter känguruer även andra växtdelar som frukter och knoppar. De intar samma ekologiska nisch som partåiga hovdjur på andra kontinenter. Deras mage och tarmsystem har på grund av konvergens utvecklat sig likadant. Mikroorganismer i känguruns mage underlättar nedbrytningen av födan och ibland idisslar kängurudjuren också. Därför har kängurudjur lätt att överleva i områden med mindre utbud på växter.

### Fortplantningen

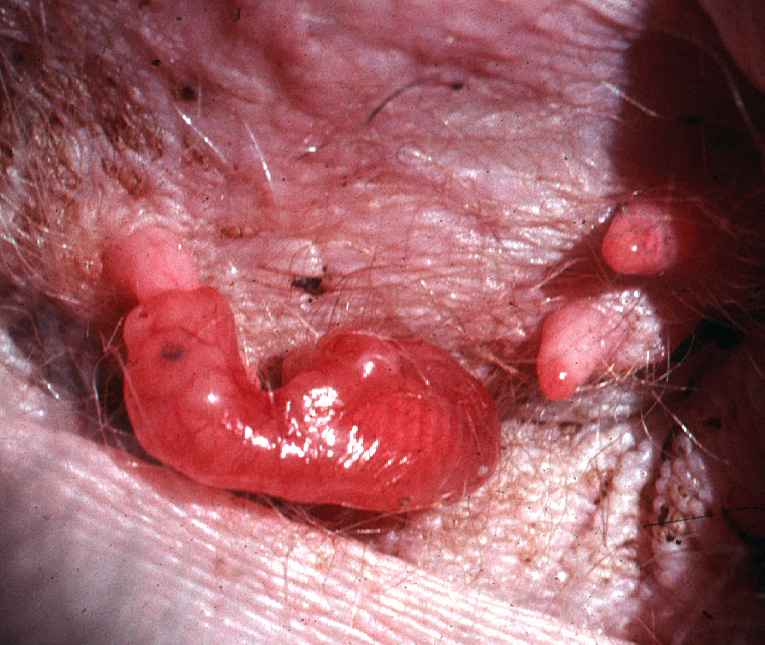
Nyfödd känguruunge i pungen

Arterna i familjen har en väl utvecklad pung som innehåller fyra mjölkkörtlar. Honor föder endast en unge (i sällsynta fall två) åt gången. Dräktigheten varar liksom hos alla pungdjur bara några veckor (cirka 20 till 40 dagar). Det underutvecklade embryot är efter denna tid till och med hos den största arten, röd jättekänguru, endast 2,5 cm långt och väger ungefär 0,75 gram. Embryot kravlar självständigt in i pungen och suger sig fast vid en av mjölkkörtlarna. Kort därefter parar sig honan på nytt (hos svartsvansvallaby redan några dagar före ungens födelse). Det nya fostret vilar tills den första ungen i pungen blir fullt utvecklat. Den grå jättekängurun och Känguruöns jättekänguru utgör dock undantag från denna regel. Efter två till tre månader släpper ungen för första gången mjölkkörteln. Det tar ungefär ett halvt år tills den så småningom lämnar pungen. Ungar som har blivit för stora för pungen får dia när de stoppar in huvudet i pungen tills de är ett år gamla. Det äldre ungdjuret dias även när det redan finns ett syskon i pungen. I dessa fall använder ungarna olika spenar. Honor av kängurudjur (och råttkänguruer) kan producera mjölk med varierande sammansättning av näringsämnen i olika spenar samtidig. De behövs för att ungar av olika ålder kan dia tillsammans.
Hos de mindre kängurudjuren blir honorna vanligen könsmogna innan de är ett år gamla. Jättekänguruer blir däremot könsmogna först efter 15 till 36 månader.

## Känguruer och människan

### Etymologi
Ordet känguru kommer från guugu yimithirr-stammens namn på den grå kängurun, gangurru (eller gang-oo-roo). Namnet nedtecknades under James Cooks första expedition 1770 av naturhistorikern Joseph Banks som kangaru.
En vanlig vandringssägen gör gällande att namnet skulle vara resultatet av ett missförstånd och i själva verket betyda "jag förstår inte", vilket skulle varit svaret på européernas frågor om vad djuret hette. Lingvisten John B. Haviland fastställde dock under 1970-talet att denna historia är påhittad, då han studerade guugu yimithirr-stammens språk.

### Användning
Den australiska ursprungsbefolkningen, aboriginerna, använder sedan länge känguruernas kött och hud. Den brandröjning som aboriginerna utförde skapade däremot mer plats för kängurudjuren. Blandningen av brända ytor, ytor med ung grönska och ställen med tät vegetation erbjöd föda och gömställen för känguruerna.
Även kolonialisterna bedrev jakt på känguru från ett tidigt stadium. Idag är de flesta kängurudjuren skyddade enligt lag. Däremot ökade beståndet av röd och grå jättekänguru efter européernas ankomst betydligt och dessa arter får även jagas idag. Kommersiella farmer för uppfödning saknas. Jakten är strikt begränsad och årligen skjuts omkring 3 miljoner individer. Köttet betraktades i början som mindre nyttigt. Med tiden förändrades denna uppfattning och idag serverar till och med restauranger i Europa kängurukött. Exporten till Europa står för omkring 80 %. I Australien används kängurukött huvudsakligen som djurfoder.
Framställning av läder från känguruhud förekommer idag bara i en mindre omfattning. Känguruläder betraktas på grund av kollagenets jämna anordning som särskilt slitstarkt. På grund av dess slitstyrka används skinnet ofta i skinnställ för Mc-bruk framförallt inom roadracing. Det bearbetas till handskar, skor och stövlar.

### Hot

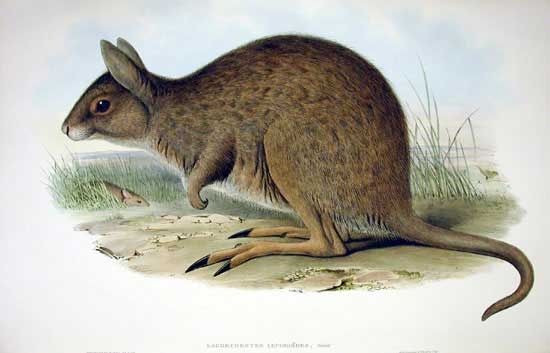
Lagorchestes leporides är en av fyra arter som utrotats under nyare tider

Jakt på känguru har inte varit ödesdigert för populationerna i någon större mån. Ett större hot har däremot omvandlingen av deras levnadsområde till betesmarker för får och nötboskap varit. Även på grund av införsel av rovdjur som räv och katt minskade beståndet. Denna förändring ledde till att fyra känguruarter utrotades. Andra arter bebor idag bara en liten del av sitt ursprungliga levnadsområde. Det finns också arter som nästan inte alls är hotade, till exempel kängurudjur som lever i klippiga regioner. Jättekänguruerna fick tidigt betydelse som symbol för Australien och fick därför mer stöd från kontinentens mänskliga invånare.
Stora kängurudjur fick även gynnsamma förhållanden då populationen av dingon minskade på grund av jakt och på grund av större regionen med lågt gräs efter introduceringen av får och getter.
För de kängurudjur som lever på Nya Guinea har det inte skett så stora omvandlingar av levnadsområdet. Ändå har stora ytor skog blivit avverkade. IUCN räknar idag flera arter som förekommer på ön som hotade.

### Känguruer i kulturen
I aboriginernas skapelsetro, den så kallade drömtiden, finns den "stora kängurun". Den var ansvarig för att djurpersonerna (i engelska nedteckningar "animal people") flyttade tillbaka till vattnet under den stora floden. Sedan vräkte den ur sig alla ord som talas av människor på jorden. Den betraktas alltså som skapare av alla ljud och språk.
Tillsammans med emun är kängurun Australiens vapendjur. Bägge djur har bra förmåga att röra sig framåt och anses därför stå för kontinentens framsteg. Dessutom finns känguruer som symbol på flera andra ställen i Australien, till exempel som logo för flygbolaget Qantas Airways och på det australiska 1-dollars-myntet.

## Systematik

### Yttre systematik och evolution
Kängurudjur räknas bland pungdjuren till ordningen fåframtandade pungdjur och där i underordningen Macropodiformes (eller Macropodoidea). Till underordningen hör förutom de egentliga kängurudjur, råttkänguruer (Potoroidae) och arten myskkänguru, som listas i en egen familj. Det antas att de egentliga känguruer utvecklade sig från trädlevande djur som liknade myskkängurun i utseende. Den evolutionära utvecklingen i underordningen Macropodiformes förtydligas genom följande kladogram:
```
Macropodiformes
├──Myskkänguru (Hypsiprymnodontidae)
└──N.N.
    ├── Råttkänguruer (Potoroidae)
    └── (Egentliga) kängurudjur (Macropodidae)
```

Kängurudjurens underfamiljer, Sthenurinae och Macropodinae, är kända från miocen. Underfamiljen Sthenurinae hade flest antal arter under pleistocen. Arterna i denna underfamilj var vanligen robustare än dagens arter. Till Sthenurinae räknas släktet Procoptodon till vilket hörde de största kängurudjuren som evolutionen skapat. Idag finns endast en enda art kvar i underfamiljen, tvärbandad harvallaby (Lagostrophus fasciatus), alla andra är utdöda.
Under pleistocen för 51 000 till 38 000 år sedan ägde i Australien ett massutdöende rum, som bland annat blev slutet för jättelika känguruer samt släktet Diprotodon och punglejonet. Under samma tid ökade människans utbredningsområde betydligt och liknande massutdöenden är dokumenterade för andra kontinenter. Det är fortfarande oklart om det var människans jakt eller klimatet som var ansvarigt för djurens eliminering. På grund av Weichselnedisningen var stora vattenmängder bunden i is och stora delar av jorden var torr. Enligt nyare teorier verkade bägge faktorer tillsammans. Dessa djur som var svaga på grund av klimatförändringarna hade ingen möjlighet att motsätta sig människans jakt.

### Släkten och utvalda arter

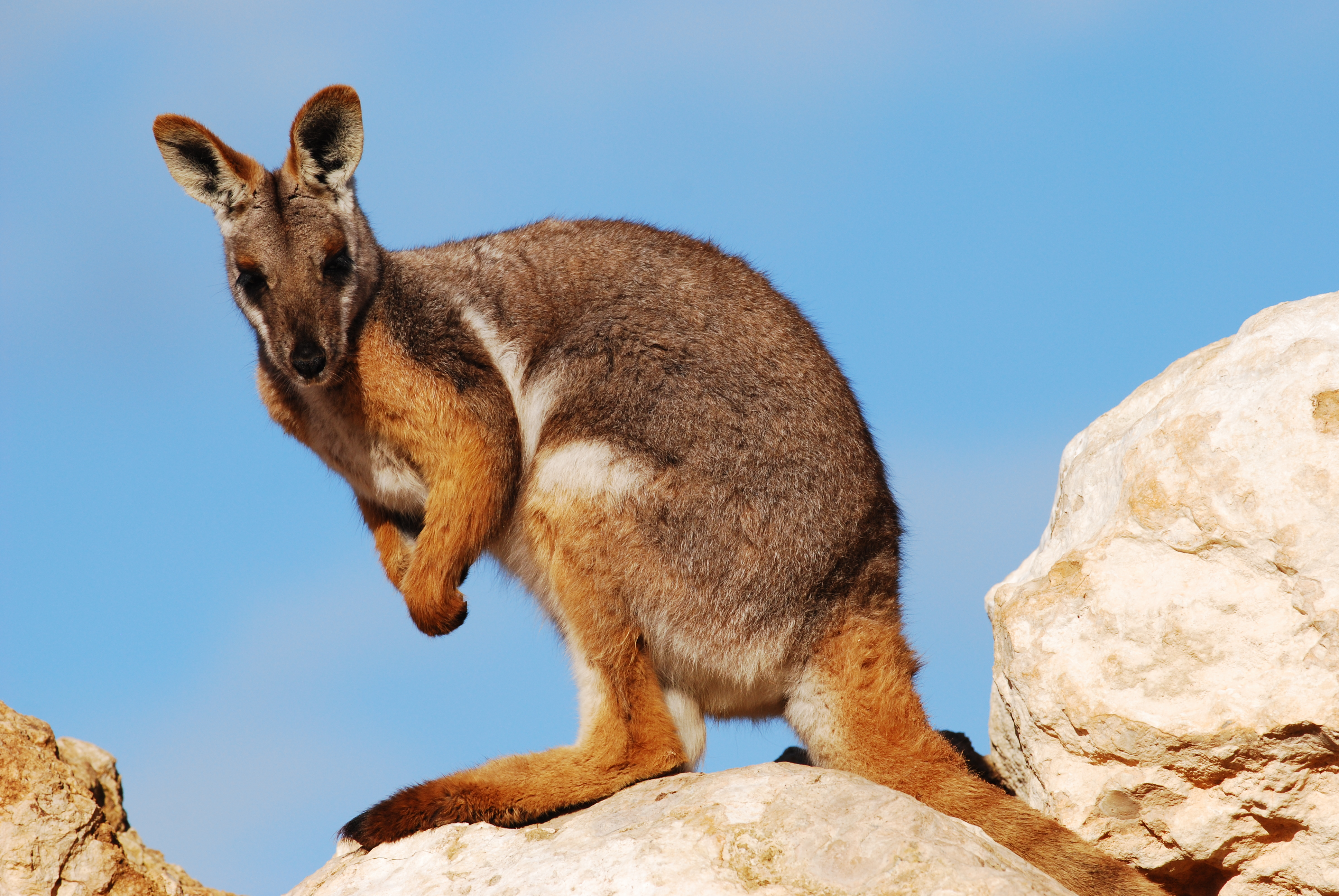
En klippkänguru, här arten Petrogale xanthopus

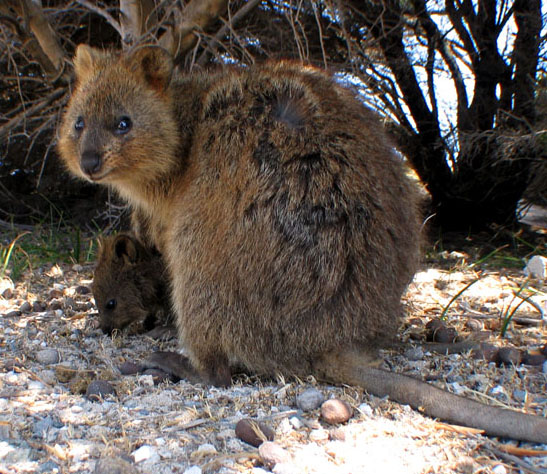
Quokkan (Setonix brachyurus) är den enda arten i sitt släkte

Idag räknas 11 släkten till familjen kängurudjur. Tidigare betraktades även råttkänguruer, som är idag en egen familj, som kängurudjur.
- Lagostrophus
  - Tvärbandad harvallaby (Lagostrophus fasciatus) är en ursprunglig art av kängurudjur och listas i en egen underfamilj, Sthenurinae.
- Till släktet Macropus som består av 14 arter räknas alla "klassiska" känguruer. Gruppen delas vanligen i tre eller fyra undersläkten:
  - Undersläkte vallaby (Notamacropus) med åtta arter, däribland en utdöd.
  - Undersläkte Macropus med två arter, grå jättekänguru och Känguruöns jättekänguru.
  - Undersläkte Osphranter med tre arter.
  - Undersläkte Megaleia med det största levande kängurudjuret, röd jättekänguru. Den listas ibland till undersläktet Osphranter.
- Trädkänguruer (Dendrolagus) lever på träd i Nya Guinea och på den australiska Kap Yorkhalvön. 12 arter räknas till släktet, bland annat:
  - Enfärgad trädkänguru (Dendrolagus dorianus)
  - Goodfellows trädkänguru (Dendrolagus goodfellowi)
  - Gråspräcklig trädkänguru (Dendrolagus inustus)
  - Matschies trädkänguru (Dendrolagus matschiei)
  - Björnkänguru (Dendrolagus ursinus)
- Släktet Onychogalea har en fast nagel på svansens slut. Till släktet räknas två nu levande och en utrotad art.
  - Tygelvallaby (Onychogalea fraenata)
  - Nagelsvansad vallaby (Onychogalea lunata)
- Klippkänguruer (Petrogale) lever i bergiga trakter. De är medelstora och har ofta mönster på kroppen. Släktet har 16 arter.
- Harvallabyer (Lagorchestes) liknar harar vad gäller storlek och gångart. Två av släktets fyra arter är redan utrotade.
  - Västlig harvallaby (Lagorchestes hirsutus)
  - Glasögonvallaby (Lagorchestes conspicillatus)
  - Lagorchestes asomatus †
  - Lagorchestes leporides †
- Större skogsvallabyer (Dorcopsis), fyra arter, förekommer i regnskogen på Nya Guinea.
- Små skogsvallabyer (Dorcopsulus), två arter, utbredning motsvarar ovan nämnda släktes.
- Buskvallabyer (Thylogale), sju arter i Australien och Nya Guinea. Deras svans är bara glest täckt med hår.
- Quokka (Setonix brachyurus), en art, har korta öron och en jämförelsevis kort svans.
- Svartsvansvallaby (Wallabia bicolor), en mindre art från sydvästra Australien.

Hur dessa släkten uppkom under evolutionens lopp visas i följande kladogram. Diagrammet utvecklades 2004 av Marcel Cadillo enligt flera olika fylogenetiska studier.
```
Kängurudjur (Macropodidae)
├──
Lagostrophus
 (Tvärbandad harvallaby)
└──Macropodinae
   ├──N.N.
   │   ├── 
Dorcopsis
 (Större skogsvallabyer)
   │   └── 
Dorcopsulus
 (Små skogsvallabyer)
   └──N. N.
       ├── 
Dendrolagus
 (Trädkänguruer)
       └── N. N.
           ├── N.N.
           │   ├── 
Petrogale
 (Klippkänguruer)
           │   └── 
Thylogale
 (Buskvallabyer)
           └── N.N.
               ├── 
Lagorchestes
 (Harvallaby)
               └── N.N.
                   ├── 
Setonix
 (Quokka)
                   └── N.N.
                       ├── 
Onychogalea

                       └── N.N.
                           ├── 
Macropus
 (Jättekänguruer, vallaby och andra)
                           └── 
Wallabia
 (Svartsvansvallaby)
```